# Maria Zaruc
Maria Zaruc, auch Mária Zárug,  (* 2. März 1977 in Miercurea Ciuc) ist eine ehemalige rumänische Skirennläuferin.

## Karriere
Zaruc startete 1993 bei der Junioren-Weltmeisterschaft in Italien, wo sie 59. im Riesenslalom und 76. im Super G wurde. 1994 nahm sie als 16-Jährige an den Olympischen Winterspielen in Lillehammer teil. Dort erreichte sie in der Abfahrt den 40. Platz. In der Kombination startete sie auch, erreichte aber nicht das Ziel.
1995 wurde Zaruc beim FIS-Rennen in Andermatt (Schweiz) Sechste im Riesenslalom. Bei der Junioren-Weltmeisterschaft 1996 in der Schweiz startete sie in allen Disziplinen. Ihr bester Platz war Rang 40 im Slalom. Kurz danach wurde sie beim FIS-Rennen in La Clusaz (Frankreich) Sechste im Riesenslalom.

## Erfolge

### Olympische Winterspiele
- Lillehammer 1994: 40. Abfahrt

### Juniorenweltmeisterschaften
- Hoch-Ybrig 1996: 40. Slalom, 46. Abfahrt, 50. Super-G, DNF Riesenslalom